# تئاتر گرشوین
تئاتر گرشوین (انگلیسی: Gershwin Theatre) یک سالن نمایش در نیویورک، ایالات متحده آمریکا است.
این تئاتر که در سال ۱۹۷۲ تأسیس شده دارای ۱٬۹۳۳ نفر ظرفیت می‌باشد.